# Jane Dipika Garrett
Jane Dipika Garrett (2000) es una defensora de la positividad corporal y competidora de concursos de belleza nepalí nacida en Estados Unidos. En noviembre de 2023, Jane ganó atención internacional, después de hacer historia al convertirse en la primera concursante de talla grande en participar en un concurso de belleza internacional.  Representó a Nepal en Miss Universo 2023 y se ubicó como semifinalista del Top 20. Su ubicación en el Top 20 marcó la primera vez que una concursante de talla grande ingresó a las semifinales. Algunos sitios web han mencionado erróneamente que ganó el título de Miss Universo, cuando en realidad solo entró en la lista de las 20 semifinalistas principales.

## Vida y carrera
Jane es oriunda de Katmandú, Nepal. Ella también tiene ciudadanía estadounidense. Enfermera y desarrolladora de negocios de profesión, apoya la salud hormonal, mental y física de las mujeres después de que experimentó depresión debido al síndrome de ovario poliquístico. Ella describe su objetivo de informar a otros sobre los desequilibrios hormonales y los posibles efectos que pueden tener en la salud mental. Jane usa con frecuencia las redes sociales para alterar las percepciones de la belleza de las mujeres y normalizar los cuerpos de talla grande. En septiembre de 2023, Jane compitió en Miss Universo Nepal 2023. Fue coronada ganadora, haciendo historia como la primera competidora de talla grande en triunfar en un concurso nacional. "Como mujer con curvas y que no cumple con ciertos estándares de belleza, estoy aquí para representar a las mujeres con curvas, que luchan contra el aumento de peso, que luchan con problemas hormonales", dijo Jane después de ganar el título de Miss Universo Nepal. En la competencia preliminar de Miss Universo 2023, que tuvo lugar en El Salvador el 15 de noviembre de 2023, emergió como una de las favoritas del público. Su participación en la competencia, también se convirtió en la primera competidora de talla grande en un concurso de belleza internacional.
En Miss Universo 2023 se ubicó entre las 20 mejores, siendo la primera vez que una concursante de talla grande llega a las semifinales.